# Jules Agésilas Alexandre Louis Marie François de Saint-André
Jules Agésilas Alexandre Louis Marie François de Saint-André, comte de Grossolles-Flamarens (1806 - 1879), est un homme politique français.

## Biographie
Chambellan honoraire de la chambre impériale, il est nommé sénateur du Second Empire le 4 décembre 1854.

## Sources
- « Jules Agésilas Alexandre Louis Marie François de Saint-André », dans Adolphe Robert et Gaston Cougny, Dictionnaire des parlementaires français, Edgar Bourloton, 1889-1891 [détail de l’édition]
- Ressource relative à la vie publique :   - Sénat